# Anamecia candida
Anamecia candida là một loài bướm đêm trong họ Noctuidae.